# Askola
Askola est une municipalité du sud de la Finlande, dans la région d'Uusimaa.
Les héraldiques de la municipalité cherchent l'influence de l'histoire de la paroisse; la meule rappelle les nombreux moulins et pains célèbres d'Askolas, tandis que les roses des héraldiques font référence à l'auteur Johannes Linnankoski, né et influencé à Askola, dont l'œuvre la plus célèbre était Chant de la fleur rouge.

## Histoire
Elle fut fondée en 1896, peu après la naissance de son plus illustre enfant Johannes Linnankoski. La commune est alors créée à partir de terres appartenant à Porvoo pour regrouper 12 villages ruraux à majorité finnoise dans une ville alors largement suédophone. L'église en est le plus vieux bâtiment, datant de 1799.

## Géographie
La commune reste largement rurale, mais compte des centaines d'habitants qui se déplacent quotidiennement vers la capitale Helsinki ou les grandes villes voisines. Le plus grand village d'Askola, Monninkylä, compte environ 1 300 habitants.
Les municipalités limitrophes sont Pukkila au nord, Myrskylä au nord-est, Porvoo au sud, mais aussi côté Uusimaa Pornainen à l'ouest et Mäntsälä au nord-ouest.

## Lieux et monuments
- Marmites du diable d'Askola
- Maison de jeunesse de Johannes Linnankoski
- Musée d'histoire locale d'Askola
- Église d'Askola

## Démographie
Depuis 1980, l'évolution démographique de Askola est la suivante, :
| Année      | 1980  | 1985  | 1990  | 1995  | 2000  | 2005  |
| ---------- | ----- | ----- | ----- | ----- | ----- | ----- |
| population | 4 058 | 4 130 | 4 248 | 4 269 | 4 389 | 4 555 |

| Année      | 2010  | 2015  | 2021  |
| ---------- | ----- | ----- | ----- |
| population | 4 864 | 5 104 | 4 870 |

## Transports

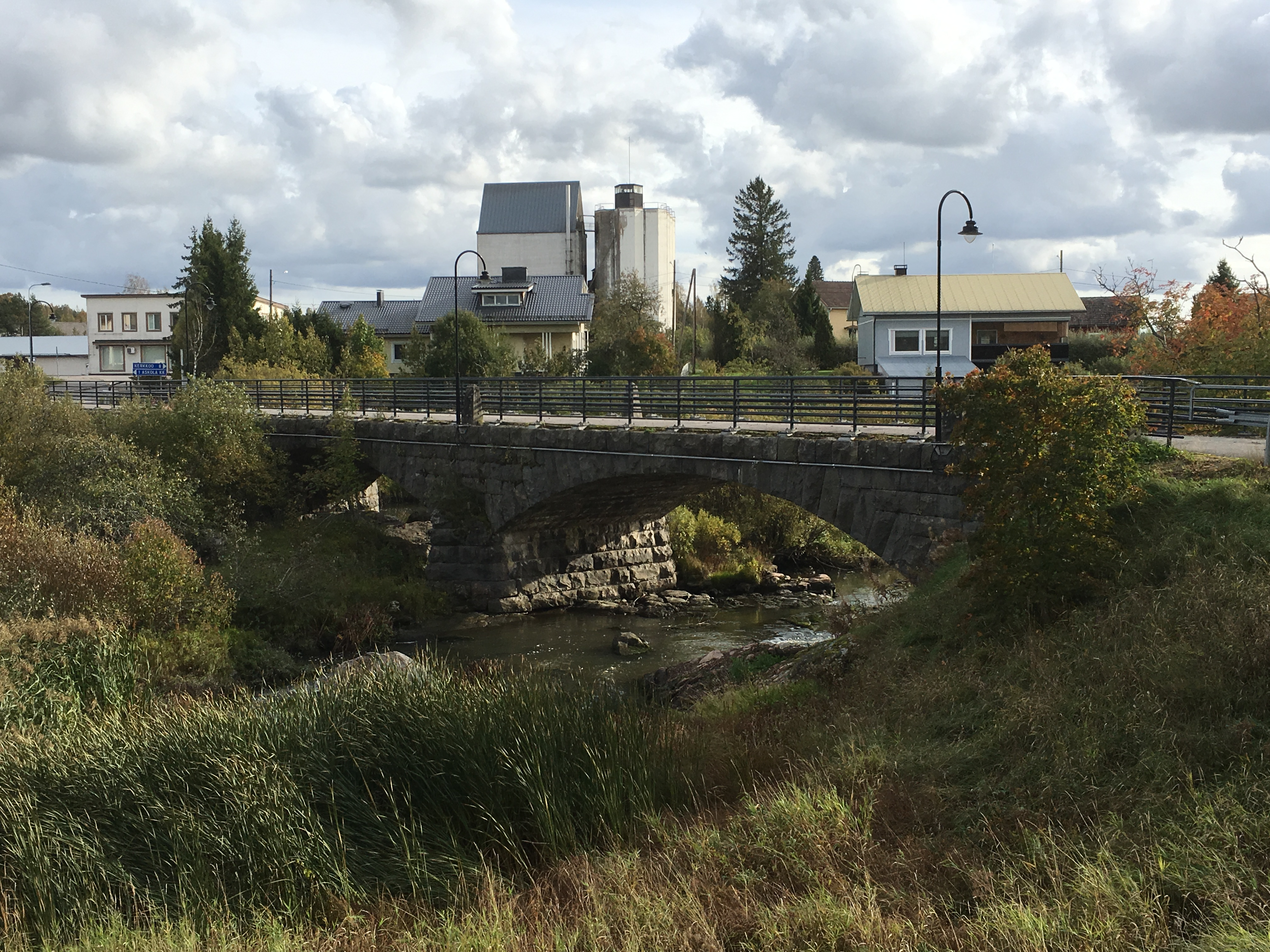
Pont.

Askola est traversée par la route principale 55.
Les distances d'Askola aux villes principales sont :
- Helsinki 70 km
- Hyvinkää 45 km
- Järvenpää 30 km
- Lahti 65 km
- Porvoo 20 km
- Kouvola 95 km

## Personnalités liées à Askola
- Katri Helena, chanteuse
- Johannes Linnankoski, écrivain

## Galerie

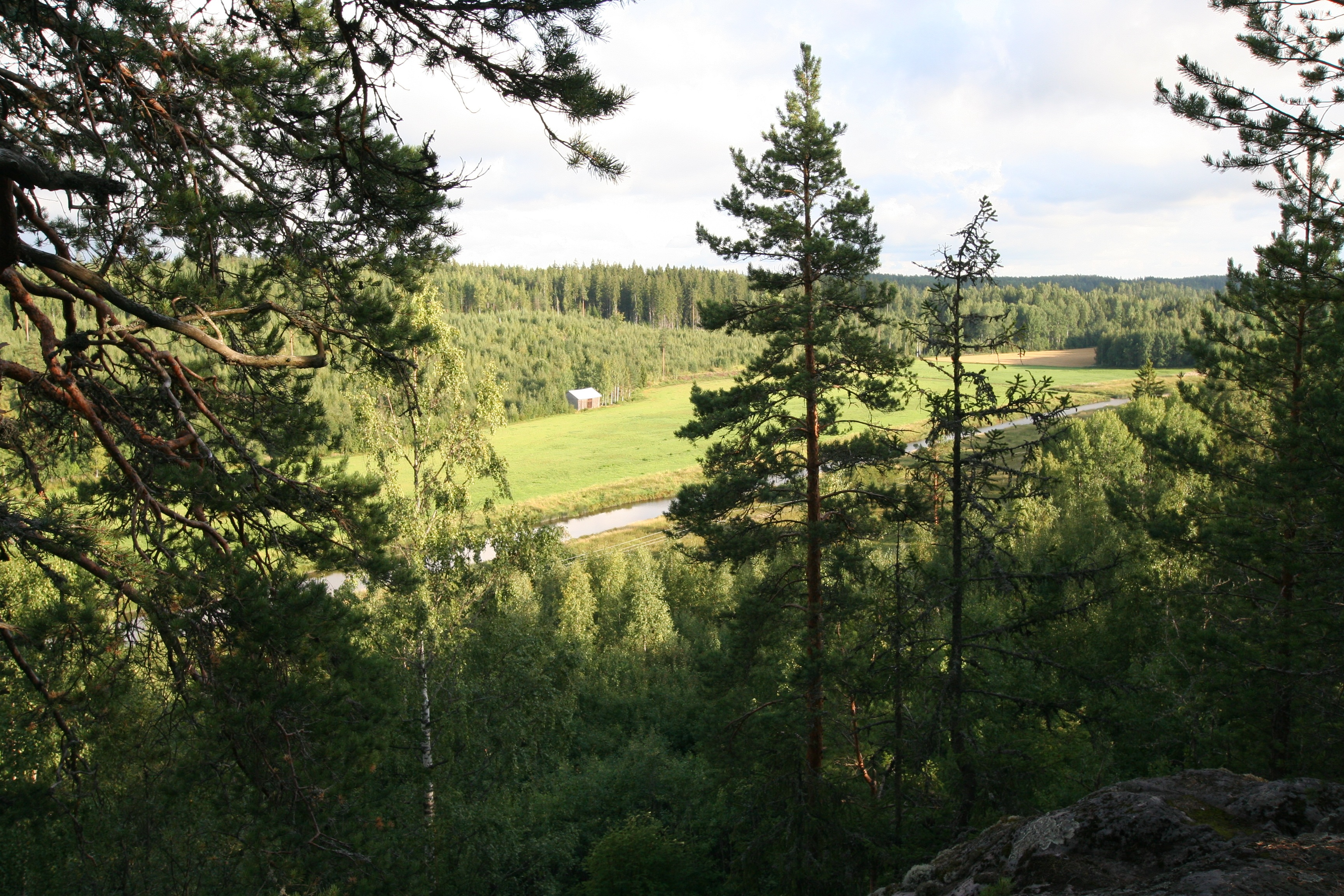
Porvoonjoki.
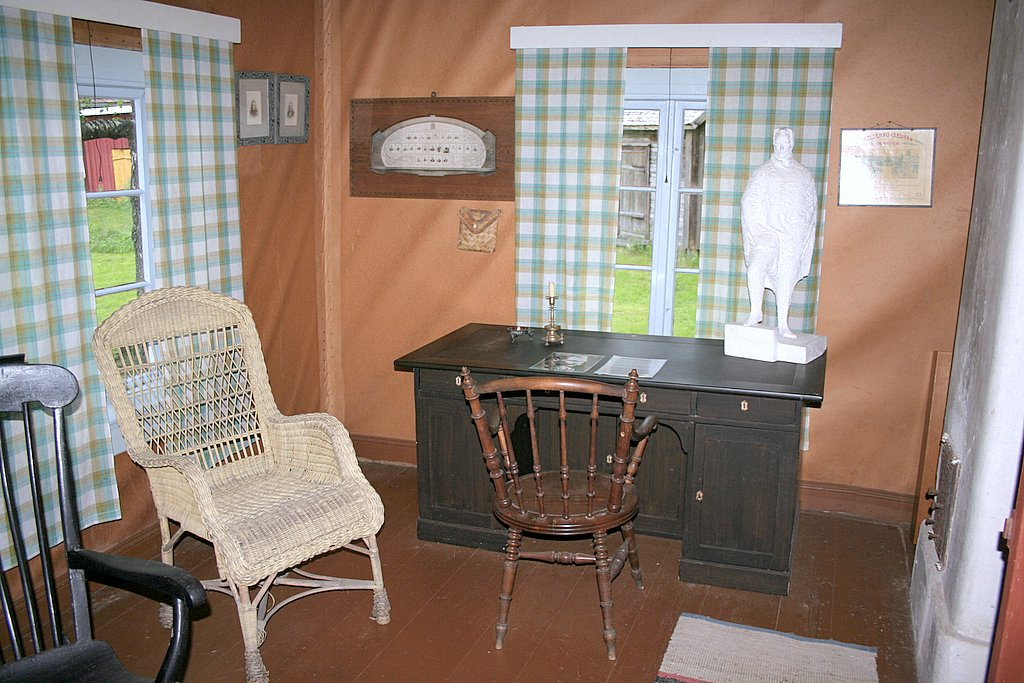
Le musée de Johannes Linnankoski à Askola.
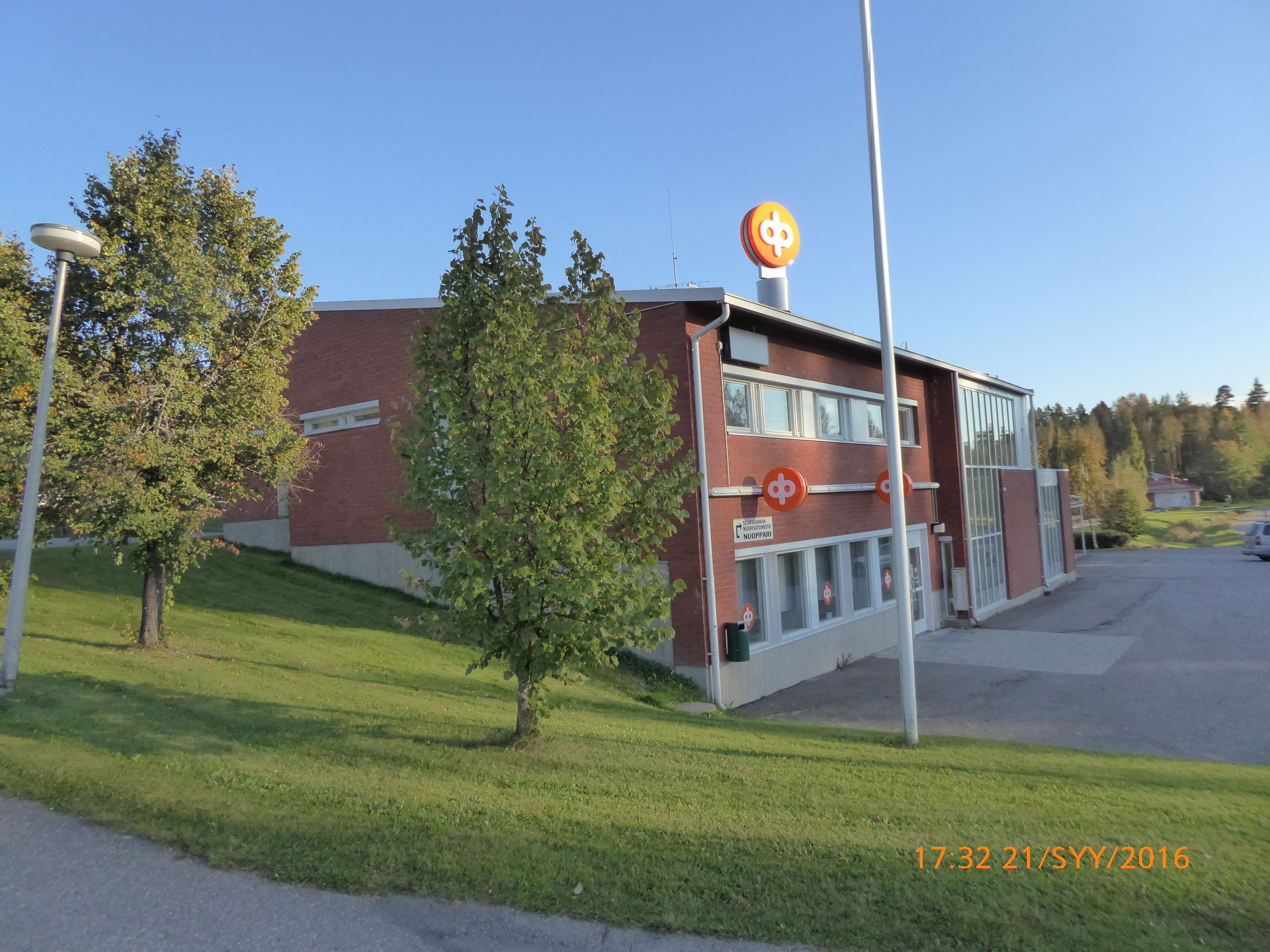
Pappilantie.